# ورم جذع الدماغ الدبقي
ورم دبقي في جذع الدماغ أو ورم جذع الدماغ الدبقي (بالإنجليزية: Brainstem glioma) هو ورم دبقي سرطاني في جذع الدماغ، ويُشخص عادةً 75% بالأطفال والبالغين دون سن العشرين، ولكن وُجد أنه يؤثر على كبار السن أيضًا. يبدأ هذا الورم من أنسجة الدماغ أو الحبل الشوكي، ثم يمتد عادةً في جميع أنحاء الجهاز العصبي.

## العلامات والأعراض

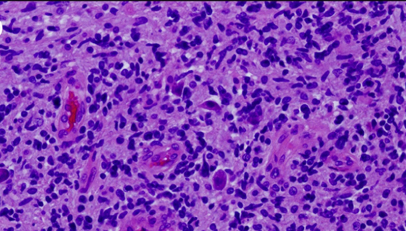
تحليل نسيجي مرضي لورم جذع الدماغ الدبقي

يُوجد عددٌ من الأعراض لهذا الورم، ومنها:
- عدم التحكم في الوجه (تدلي الجفون)
- رؤية مزدوجة
- الصداع أو الصداع الذي يتحسن بعد القيء
- قيء وغثيان
- ضعف وتعب
- نوباتٍ تشنجية
- اضطرابات في التوازن
- خدرٌ في الوجه

قد تتطور الأعراض ببطءٍ وبالخفاء وقد تمر دون أن يُلاحظها أحد لعدة أشهر. في حالاتٍ أُخرى، قد تظهر الأعراض بشكل مفاجئ. ظهور الأعراض بشكل مفاجئ يميل للحدوث في الأورام المُتقدمة سريعة النمو.[بحاجة لمصدر]

## الأسباب
لا يزال سبب هذا الورم مجهولًا حتى الآن، ولم تجد الأبحاث أي صلةٍ وراثية مباشرة في هذا الورم.

## التشخيص
يُعتبر التصوير العصبي (مثل التصوير بالرنين المغناطيسي) الأداة الرئيسية لتشخيص الأورام الدبقية في جذع الدماغ. في حالاتٍ نادرة جدًا، قد يتم إجراء جراحة وخزعة.

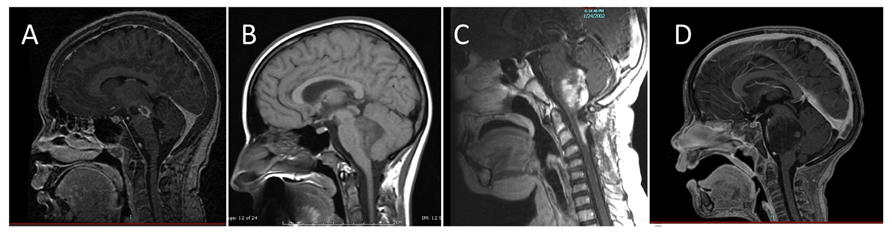
تصنيف الأورام الدبقية في جذع الدماغ عن طريق ظهورها بالتصوير بالرنين المغناطيسي

## العلاج
على عكس معظم أورام جذع الدماغ، فإنَّ الأورام الدبقية في جذع الدماغ في كثيرٍ من الأحيان لا تُعالج بالجراحة العصبية؛ وذلك بسبب المضاعفات التي قد تحصل في أجزاءٍ حيوية من الدماغ. عادةً تُعالج بالعلاج الكيميائي و/أو العلاج بالأشعة (على الرغم من أن الاستخدام السابق للعلاج الإشعاعي قد حقق نتائج مُختلطة).
على الرغم من هذا، إلا أنَّ هذه العلاجات تُسبب آثارًا جانبية، غالبًا ما تكون غثيان وتعب وانهيار في الجهاز المناعي، كما قد يحدث تساقطٌ للشعر من العلاج الكيميائي والإشعاعي، ولكن عادةً ما ينمو مرةً أخرى بعد توقف العلاج الكيميائي. قد تكون هناك حاجةً إلى الستيرويدات مثل الديكساميثازون لعلاج التورم في الدماغ، ولكن قد يؤدي الديكساميثازون إلى زيادةٍ في الوزن والعدوى. قد يعاني المرضى أيضًا من نوباتٍ تشنجية، والتي تحتاج إلى علاجٍ لتجنب المضاعفات. بالنسبة لبعض المرضى، هناك احتمالٌ لحدوث انهيارٍ عصبي؛ والذي قد يشمل الارتباك وفقدان الذاكرة.
استعمال التوبوتيكان لا زال تحت البحث.
هناك العديد من التجارب السريرية الجديدة. إحدى هذه التجارب هي العلاج المناعي للخلايا الجذعية، والذي يستخدم خلايا الورم للمريض وخلايا الدم البيضاء لإنتاج علاجٍ كيميائي يهاجم الورم مباشرةً.[بحاجة لمصدر]

## المآل
ورم جذع الدماغ الدبقي هو سرطانٌ عدواني وخطير. بدون علاجٍ، يكون متوسط العمر المتوقع عادةً بضعة أشهر من وقت التشخيص، أما مع العلاج المناسب، فإنهُ 37% نسبة البقاء على قيد الحياة لأكثر من سنةٍ واحدة، 20% نسبة البقاء على قيد الحياة لمدة سنتين، و13% نسبة البقاء على قيد الحياة لمدة 3 سنوات. هذا ليس لجميع أورام جذع الدماغ، وهذه الإحصائية حول الورم الدبقي الجسري الداخلي المنتشر (DIPG). هناك أورامٌ دبقية أُخرى في جذع الدماغ.

## الأبحاث

### تحليل أنسجة الورم
وتشمل:
- المركز الطبي الوطني للأطفال، واشنطن العاصمة: تحليل بروتيني شامل (التنميط البروتي) للأورام الدبقية في الأطفال باستخدام أنسجة البرافين المُدمجة.
- مركز ميموريال سلون كيترينج للسرطان: فرضيتنا هي أن الكشف عن التغيرات الجينية للأورام الدبقية المنتشرة المرتشحة أو الأورام الدبقية الجسرية الداخلية المنتشرة، سيؤدي إلى تحسين فهم بيولوجيا هذه الأورام، والتعرف على الخيارات العلاجية المُحسنة.[9]
- المعاهد الوطنية للصحة: تحليل الحمض النووي الريبوزي منزوع الأكسجين (DNA) لعينات أنسجة الورم باستخدام كُتل البارافين المُدمج من المرضى الذين يعانون من الورم الدبقي الجسري المنتشر.
- مستشفى سانت جود لبحوث الأطفال: هدفنا هو إجراء تحليل وراثي واسع النطاق لعينات الورم التي تم الحصول عليها من المرضى الذين يعانون من الورم الدبقي الجسري الداخلي المنتشر.[10]
- مستشفى سانت جود لبحوث الأطفال: اكتشف مشروع التسلسل الجيني طفرات مرتبطة بأورام الدماغ القاتلة لدى الأطفال الصغار.[11][12]
- مركز جونسون الشامل للسرطان في جامعة كاليفورنيا: يستخدم نظامًا جديدًا من الألماس النانوي لإيصال أدوية العلاج الكيميائي مباشرةً إلى أورام الدماغ.[13]
- مركز يوتي ساوثرنويسترن الطبي: حدد الباحثون مفتاحًا يتحكم في نمو معظم خلايا ورم الدماغ العدوانية.[14]
- معهد أبحاث السرطان، لندن: قد يكون الخلل الوراثي مفتاحًا لسرطان الأورام القاتلة في مرحلة الطفولة.[15][16]
- باتريك كوفرور، أستاذ ومدير وحدة الكيمياء الفيزيائية والتكنولوجيا الدوائية والعلاج الحيوي في جامعة باريس سود في فرنسا: مكافحة السرطان باستخدام التكنولوجيا النانوية.[17]
- مستشفى الأطفال المرضى في تورنتو، كندا: علم الوراثة لدم الأطفال المُصابين بأورام جذع الدماغ الدبقية.
- جامعة كاليفورنيا، سان فرانسيسكو: تطور الجهاز العصبي المركزي وتشكل الأورام الدبقية في جذع الدماغ.
- المركز الطبي لجامعة في يو، أمستردام (هولندا): تنفيذ بروتوكول متعدد المؤسسات لتشريح الورم الدبقي الجسري المنتشر (ببمد: 22845849).

### أبحاث التصوير الطبي
وتشمل:
- مستشفى الأطفال في لوس أنجلوس: دراسة تجريبية|التنبؤ بالاستجابة للعلاج الإشعاعي من خلال تقييم مستويات الكولين مع التنظير الطيفي الرنيني المغناطيسي (MRS) قبل وبعد العلاج الإشعاعي.
- أطفال لوس أنجلوس: دراسة تصويرية|تأثير الستيرويدات على أيض الأورام (بحث حيواني).
- سجل الورم الدبقي الجسري الداخلي المنتشر (DIPG).[18]